# Slaget vid Seven Pines
Slaget vid Seven Pines, även känt som slaget vid Fair Oaks eller Fair Oaks Station, ägde rum den 31 maj och 1 juni 1862 i Henrico County, Virginia, som en del av Peninsula-fälttåget under det amerikanska inbördeskriget. Det var kulmen på nordstaternas offensiv uppför Virginiahalvön av generalmajor George B. McClellan, där Army of the Potomac nådde utkanten av staden Richmond.

## Slaget
Den 31 maj försökte Sydstatsarménunder general Joseph E. Johnston övermanna två unionskårer som dök upp isolerade från varandra söder om Chickahominy River. Sydstatstruppernas anfall, om än dåligt samordnade, lyckades driva tillbaka Nordstaternas fjärde kår och vålla svåra förluster. Förstärkningar anlände, och båda sidor satte in fler och fler trupper i striden. Unionens position stabiliserades med hjälp av tredje kåren och generalmajor John Sedgwicks division av generalmajor Edwin V. Sumners andra kår (som korsade floden på Grapevine Bridge). General Johnston sårades allvarligt under striden, och befälet över Sydstatsarmén delegerades temporärt till generalmajor G.W. Smith. Den 1 juni förnyade konfederationstrupperna sina anfall mot unionstrupperna, som hade hämtat fler förstärkningar men gjort lite framsteg. Båda sidor hävdade seger. Trots att striden var taktiskt oavgjord var det den dittills mest omfattande striden på den östra krigsskådeplatsen under inbördeskriget och utgjorde slutet på Nordstatsarméns offensiv, vilket ledde till sjudagarsslagen och Nordstatsarméns reträtt i slutet av juni.